# Tympanoctomys barrerae
Рівнинний віскачевий щур або Червоний віскачевий щур (Tympanoctomys barrerae) — вид гризунів родини Віскашеві (Octodontidae), один з двох сучасних видів роду Tympanoctomys (інший вид Tympanoctomys kirchnerorum.). Ендемік напівпосушливих степів-солончаків центрально-західної Аргентини. Травоїдний, нічний, солітарний.

## Поширення
Цей вид є ендемічним для посушливих рівнин провінції Мендоса, центрально-західної Аргентини; розподіл природним чином фрагментований. Мешкає на солончаках, піщаних дюнах і відкритих районах, вкритих рідкою рослинністю.

## Зовнішня морфологія

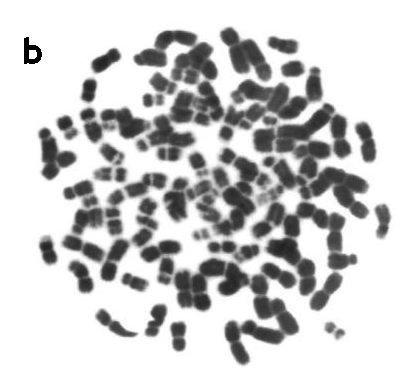
хромосоми T. barrerae

Гризун середніх розмірів. Довжина голови й тіла: 123 мм, довжина хвоста: 145 мм. Довжина хвоста 49—53% довжини голови й тіла. Має короткі задні ступні, довгий хвіст і вкорочений череп. Хвіст ближче до кінця має грубі довгі волоски, які утворюють щось на зразок щітки. Вага близько 80 грамів, колір хутра червонувато-коричневий, знизу світліший, ноги короткі та білі. Самці, як правило, більші, ніж самиці. Маючи найбільшу кількістю хромосом (2n=102), серед відомих ссавців, рівнинний віскачевий щур є генетичним дивом. Як і інші гризуни, адаптовані до відкритого, посушливого середовища, має роздуті барабанні були, що надають видимість великої голови, і вважається, служать для посилення звуку задля раннього виявлення хижаків.

## Стиль життя

### Поведінка
Веде самотній нічний спосіб життя (також іноді активний протягом дня); живе в складних системах нір, що залягають на глибині 25—60 см, вириваючи назовні великі, м'які насипи ґрунту, які часто містять численні отвори. Входи дозволяють норі отримати прямі сонячні промені в зимовий час і непряме сонячне світло протягом літа. Як правило, входи розташовані біля основи кущів. Нори містять до трьох рівнів тунелів і камер живлення. Найбільша записана нора складалася з 33,7 м тунелю. Нори в середньому 13,59 м, ширина 8,71 м, і 1,25 м в глибину. Кожна нора може мати до 14 супутників курганів в межах 3 м від головної нори, які слугують альтернативним місцем годування або притулку. Тільки одна особина проживає в кожній норі.

### Живлення
Харчується (спеціалізовано) солончаковими рослинами. Адаптацією до високої концентрації солі, знайденої на листках вживаних видів роду Atriplex, служать пучки жорстких волосків на кожній стороні рота тварини, які використовуються, щоб вилучити та знищити сольовий зовнішній шар листя. Інші пристосування: загострені нижні різці, які також використовуються для очищення їжі від небажаної солі, і нирки, здатні обробляти високі навантаження солі. Споживає Allenrolfea vaginata, Suaeda divaricata, Atriplex lampa, Alternanthera nodifera, Atriplex argentina, Heterostachys ritteriana й на додачу Verbenaceae, Nyctaginaceae, Solanaceae, Fabaceae, Graminaceae, але Atriplex lampa становить близько 76% від їх раціону.

### Відтворення
Доступно мало інформації про відтворення T. barrerae. В середньому, в неволі самиці мають чотири приплоди на рік. У неволі новонароджені важать 4 грами й 8 грамів на 5 день. Вони відкривають очі на 6 день й можуть їсти тверду їжу в 10 днів.

### Екосистемна роль
T. barrerae значно змінюють екосистему, в якій живуть. Нори забезпечують ідеальні мікроумови для проживання пустельних чагарників, яких більш удосталь в районі нір, ніж між ними. Atriplex особливо помітні в норових структурах, забезпечуючи Т. barrerae житлом і зручним основним джерелом живлення. Нори також забезпечують середовище проживання для інших тварин, у тому числі деяких видів павукоподібних (наприклад, павуків і скорпіонів) та інших видів гризунів (рід Eligmodontia). На T. barrerae живе ряд різних паразитів, включаючи Siphonaptera і Hectopsylla.

### Вороги та загрози
Черепа T. barrerae знаходили в погадках Tyto alba. Хоча є мало інформації, іншими потенційними хижаками можуть бути змії (Bothrops newiedii, Bothrops ammodytoides), сови (Bubo virginianus, рід Athenecunicularia), мустелові (Lyncodon patagonieus, Galictis cuja), а також Leopardus pajeros і Lycalopex gymnocercus.
Припускається, що розширення нафтової промисловості по всій Південній Америці є загрозою для цього виду в тому числі. Через строкатість і обмеженість поширення, середовище проживання і харчову спеціалізацію, низькі темпи колонізації й низьку щільність населення, чисельність населення схильне знижуватися.

## Етимологія
Вид названий на честь доктора Баррери (J. M. de la Barrera), паразитолога, який зібрав кілька нових видів бліх в Аргентині в 1930—1950-х роках. Tympanoctomys barrerae був названий на честь вченого, тому що він вивчав паразитів, пов'язаних з цим видом і його гніздами, знайшовши вид бліх Parapsyllus barrerai, виключно пов'язаний з цим видом. Назва роду утворена словами грец. τύμπανο — барабан, вказуючи на велику барабанну буллу, лат. octo — вказує на моляри, що мають обриси вісімки, грец. μῦς — миша; «Octomys» — назва роду, з яким його пов'язували.